# Бережански замък
Бережанският замък (на украински: Бережанський замок) е масивна структура в град Бережани, Тернополска област на Украйна.

## Резиденция
Първото писмено споменаване на Бережани датира от 1375 1375 година. През 1530 г. полският крал Сигизмунд I разрешава на хорунжий Николай Сенявски, който притежава тези места, да основе град с магдебургски права на мястото на малко селище. През 1534 г. на остров, заобиколен от река Златна Липа, Сенявски основава замък от дялан камък; строителството на замъка е завършено през 1554 г. Това е семейната резиденция на рода, шедьовър на еклектичната естетика, имитираща кралския замък Вавел в Краков. През 1620 г. А. Сенявски построява църква от дялан камък, която е укрепена със стени с бойници. През същата година отряд от кримски татари, нахлува в района на Бережани, но дори не се опитва да щурмува градските укрепления. През 1630 г., поради разрастването на града, освен стария град, Новият град и част от Адамовка също са оградени със стени, а в замъка е построен арсенал.
През 1648 и 1649 г. градът е превзет два пъти от въстанали казаци, но те не успяват да превземат замъка Бережани. През 1655 г. местните жители доброволно предават града и замъка на шведската армия.
През 1666 г. отговорността за ремонта на градските укрепления е възложена на еврейската общност. Тази работа е извършена старателно, тъй като през 1667 г. Бережани издържа на две казашки обсади. Но през 1675 г. отрядите на турския паша Ибрахим Шишман ограбват Бережани; замъкът отново устоява.

## Упадък
Следващите собственици на замъка, родовете Чарторийски (от 1726), Любомирски (от 1778), Потоцки (от 1816 г.) не се интересуват от замъка, той се използва като склад и дори като пивоварна и постепенно рухва. Към 1908 г. той е в толкова окаяно състояние, че е забранено да се влиза в него. Последният собственик на замъка Бережани, граф Якуб Ксаверий Потоцки, го предава на полската армия след Първата световна война.
През първата половина на XIX век стените на града са разрушени, а на част от тяхното място е основан малък парк.
През 1916 – 1917 г. Бережани е почти на линията на австрийско-руския фронт. В замъка са разположени военни части и той често е подлаган на артилерийски огън.
Проектите за реставрация на замъка съществуват още през 19 век, но през 21 век катастрофалното състояние на Бережаниския замък и църквата към него продължава да се задълбочава.
От 2009 г. през юни в замъка Бережани се провежда фестивал.
- Замъкът Бережани на пощенска картичка, 1917 г.
- Църквата „Света Троица“
- Замъкът Бережани